# Hugh McDonald

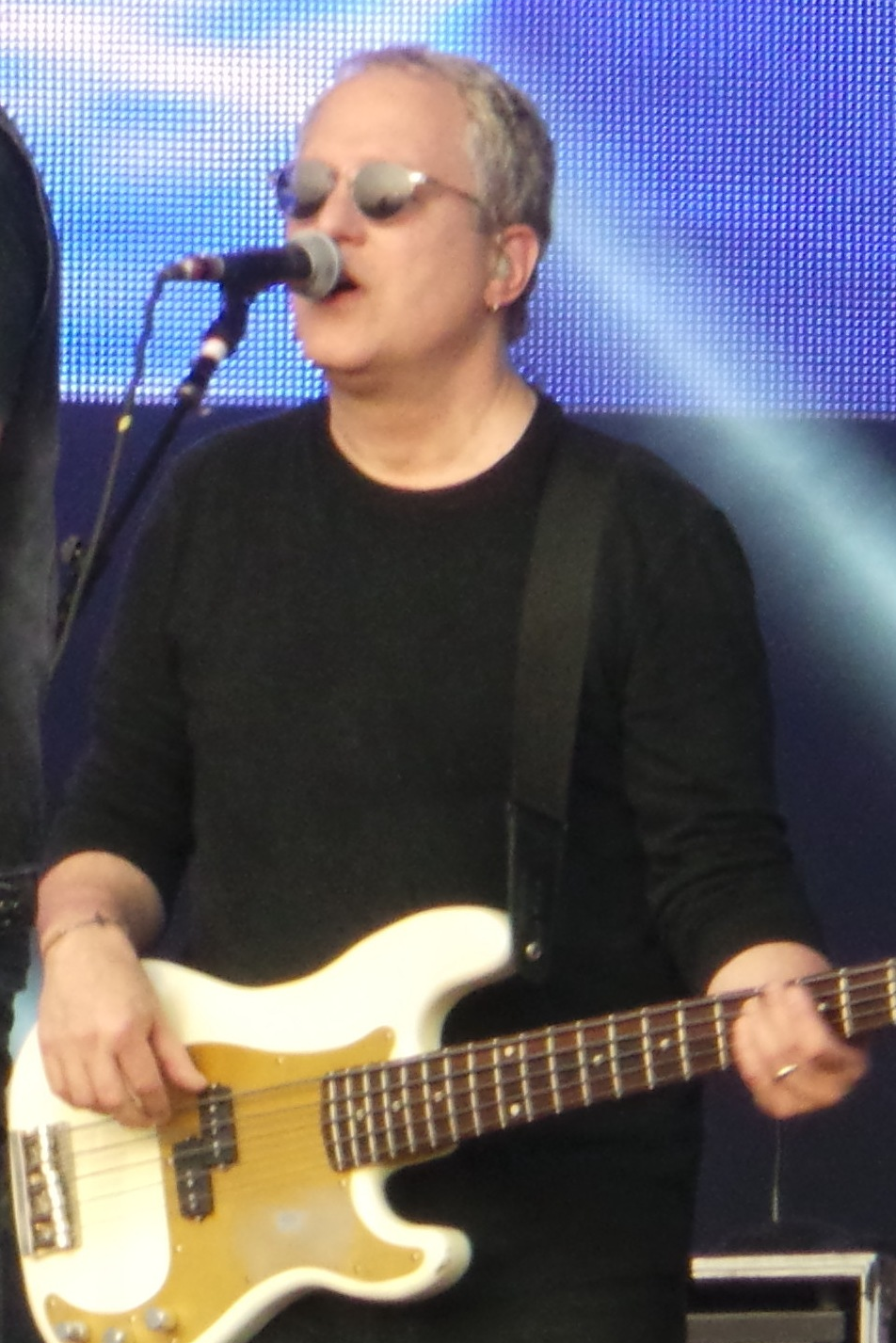
Hugh McDonald (2013)

Hugh „Huey“ McDonald (* 28. Dezember 1950 in Philadelphia) ist ein US-amerikanischer Bassist und Mitglied der Rockband Bon Jovi. Er spielt sowohl live als auch im Studio mit Künstlern wie Cher, Ricky Martin, Alice Cooper und Ringo Starr.

## Mitwirkungen
Hauptsächlich ist McDonald bei Bon Jovi aktiv. Hier gilt er erst seit 2016 als offizielles Mitglied. Vorher wurde er weder auf Albencovern noch Promotionfotos gezeigt, spielte aber seit 1994 in vielen Musikvideos der Band mit. Nach eigener Aussage wirkte er im Studio von Anfang an, und nicht erst seitdem Alec John Such 1994 die Band verlassen hatte, regelmäßig als Bassist an den Aufnahmen von Bon Jovi mit. Die übrigen Mitglieder der Band (einschließlich Such) haben dem nie widersprochen. Unter anderem gehen die markanten Basslinien der Songs Living on a prayer und Keep the faith auf ihn zurück.
Auf seiner Website sind daher folgende Bon-Jovi-Alben mit seiner Teilnahme als Bassist verzeichnet: Bon Jovi (1984),  Slippery When Wet  (1986),  New Jersey  (1988),  Keep The Faith  (1992),  Cross Road  (1994),  These Days  (1995),  Crush  (2000),  One Wild Night Live 1985–2001  (2001),  Bounce  (2002),  This Left Feels Right  (2003),  Have A Nice Day  (2005),  Lost Highway  (2007) und  The Circle (2009). Außerdem spielt er seit 1994 Bass bei Liveauftritten der Band.